# Виа Астурика Бурдигалам
Виа Астурика Бурдигалам (на латински: Ab Asturica Burdigalam; на испански: Itinerario Antonino A-34) е римски път, свързващ градовете Астурика Августа (днес Асторга) в римската провинция Галеция (днес Галисия) и Бурдигала (днес Бордо) в Новемпопулания, Аквитания.
Баските наричат пътя след Нахлуването на Наполеон в Испания между 1808 и 1814 г. „Пътят на Наполеон“.